# Victoire ou la Douleur des femmes
Pour plus de détails, voir Fiche technique et Distribution.
Victoire, ou la Douleur des femmes est une mini-série française en trois épisodes de 90 minutes, réalisée par Nadine Trintignant, diffusée en 2000 sur France 2.

## Synopsis
Dans une petite ville de province, Arnaud et Victoire se fréquentent depuis l'enfance et sont épris l'un de l'autre. Lorsqu'en septembre 1939, Arnaud est appelé sous les drapeaux, Victoire se donne à lui pour la première fois et tombe enceinte. Apprenant la nouvelle, sa mère la conduit de force chez une faiseuse d'anges. L'avortement échoue. Traumatisée, Victoire décide de garder l'enfant et s'enfuit pour Paris…

## Fiche technique
- Réalisatrice : Nadine Trintignant, assistée de Vincent Trintignant
- Scénariste : Yves Belaubre, Évelyne Pisier, Nadine Trintignant, Marie Trintignant adapté d'après un roman de Gilbert Schlogel
- Producteur : Élie Chouraqui, Albert Cohen
- Musique du film : Philippe Sarde
- Directeur de la photographie : Patrick Blossier
- Montage : Nicole Lubtchansky
- Distribution des rôles : Marie-Christine Lafosse
- Création des décors : Jean-Marc Kerdelhué
- Création des costumes : Catherine Gorne-Achdjian
- Société de production : 7 Films Télévision et France 2
- Société de distribution : France 2
- Format : Couleur - Son stéréo
- Pays d'origine : France
- Genre : Film dramatique
- Durée : 3 épisodes de 90 minutes
- Date de diffusion : 6 mars 2000 sur France 2

## Distribution
- Marie Trintignant : Victoire
- Marina Vlady : Natacha
- Sergio Castellitto : Gianni
- Yves Lambrecht : Arnaud
- Christine Citti : Jeannette
- Jean-Michel Fête : Nicolas
- Sabine Haudepin : Anne
- François Berléand : Docteur Treves
- Maïté Nahyr : La faiseuse d'anges
- Philippe du Janerand : Frontignac
- Arno Chevrier : Georges
- Tina Aumont : Estelle
- Serge Marquand : Le père d'Arnaud
- Jezabel Carpi : La femme qui a peur
- Brigitte Boucher : Mlle Blaise
- Andrée Damant : La paysanne
- Marc Eyraud : Le vieux de l'autocar
- Vincent Jouan : L'homme du car
- Jean-Pierre Leclerc : Le médecin d'Evreux
- Jean-Pierre Malignon : Le docteur Palmer
- Valeria Cavalli : Marie
- Christian Vadim : Paul
- Tina Sportolaro : Marie-Andrée Lagroua Weill-Hallé
- Pierre Vernier : Le directeur de l'hôpital
- Daphné Baiwir : Lucette
- Manoëlle Gaillard : La secrétaire de l'hôpital d’Évreux
- Marie-Christine Lafosse : Anne Zelinsky
- René Loyon : Le policier au bébé
- Marie-Christine Orry : La gardienne
- Alexandra London : Alexandra adulte
- Anouk Aimée : son propre rôle
- Juliette Deschamps : Marianne
- Dominique Besnehard : Le commissaire
- Marie-Christine Adam : L'avocate de Victoire
- Michel Bardinet : Professeur Bardet
- Laurent Gamelon : L'homme du planning familial
- Isabelle Le Nouvel : La femme PF 2
- Isabelle Leprince : La femme du planning familial
- Vincent Trintignant : L'inspecteur

## Récompense
- 2000 : Meilleure actrice au Festival international des programmes audiovisuels de Biarritz pour Marie Trintignant